# Biston nigromarginata
Biston nigromarginata là một loài bướm đêm trong họ Geometridae.